# Sinaida Martynowna Portnowa

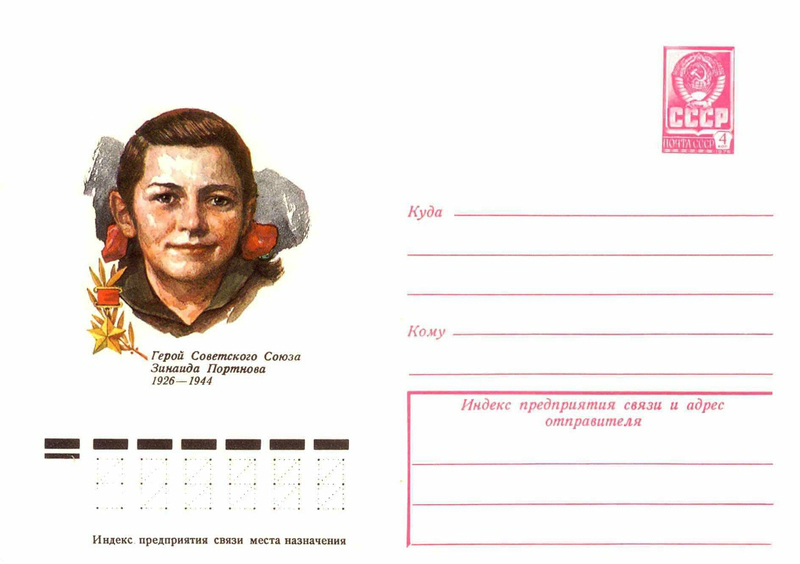
Ein sowjetischer Briefumschlag mit der Abbildung Portnowas (1978)

Sinaida (Sina) Martynowna Portnowa (russisch Зинаида Мартыновна Портнова, wiss. Transliteration Zinaida Martynovna Portnova; * 20. Februar 1926 in Leningrad; † 10. Januar 1944 in Polozk) war eine sowjetische Partisanin und Untergrundkämpferin im Deutsch-Sowjetischen Krieg, die posthum den Ehrentitel Heldin der Sowjetunion erhielt. Glaubwürdige Quellen für ihre Geschichte jenseits der zeitgenössischen sowjetischen Kriegspropaganda gibt es allerdings nicht.
Sinaida Portnowa wurde in Leningrad in eine Arbeiterfamilie geboren, die ursprünglich aus Belarus stammte. Als der Krieg im Juni 1941 ausbrach, hatte sie Schulferien und befand sich bei ihren Großeltern in Obol bei Witebsk, das schnell unter die deutsche Besatzung kam. Sie radikalisierte sich gegen die Besatzer, nachdem ihre Großmutter bei der Beschlagnahmung ihres Viehs zusammengeschlagen worden war. 1942 schloss sie sich der Untergrundorganisation Die jungen Rächer (Юные мстители) von Jefrossinja Senkowa an. Im Untergrund wurde sie in den Komsomol aufgenommen. Die jungen Rächer hatten Kontakte zum Woroschilow-Partisanenverband.
Sinaida Portnowa verbreitete zunächst Flugblätter, die zum Widerstand gegen die Besatzer aufriefen. Später führte sie Anschläge auf die Besatzungstruppen aus. Sie nahm eine Arbeit als Tellerwäscherin in der Kantine einer Militärschule an, in der deutsche Offiziere fortgebildet wurden. Im Auftrag des Untergrunds vergiftete sie im Sommer 1943 in der Kantine eine Suppe, an deren Verzehr anschließend über 100 Offiziere starben. Als Mitarbeiterin in der Kantine geriet sie rasch unter Verdacht, konnte sich aber von diesem befreien, indem sie selbst ein wenig von der Suppe aß und zunächst keine Symptome zeigte. Solche traten erst auf, als sie wieder auf freiem Fuß war. Kaum war sie genesen, stieß sie wieder zu den Partisanen.
Im Dezember 1943 hatte sie den Auftrag, das Schicksal der Jungen Rächer zu klären, die durch Verrat in die Hände der Besatzer gefallen waren. Dabei wurde sie im Dorf Mostischtsche von den Deutschen gefasst. Bei einem der Verhöre durch die Gestapo im Dorf Gorjany ergriff sie eine auf dem Tisch liegende Pistole des Ermittlungsbeamten, erschoss ihn und zwei Soldaten, floh in einen nahegelegenen Wald, wurde aber am Ufer eines Flusses gefasst. Portnowa wurde über einen Monat lang gefoltert und am 10. Januar 1944, 17 Jahre alt, im Gefängnis von Polozk erschossen.
Sinaida Portnowa wurde 1958 der Titel Heldin der Sowjetunion verliehen. Ihren Namen tragen eine Straße in Sankt Petersburg sowie eine Straße und eine Schule in Obol, wo es auch ein Portnowa-Museum gibt. Ein Schiff der Fernöstlichen Schifffahrtsgesellschaft trug zwischen 1968 und 2000 ihren Namen.